# NGC 30
NGC 30 là một hệ sao đôi (K4 và F5 (?)) Trong chòm sao Phi Mã. Nó chỉ được ghi lại một lần bởi nhà thiên văn học người Đức Albert Marth vào ngày 30 tháng 10 năm 1864.
Mặc dù có sự gần gũi rõ ràng, các ngôi sao không liên quan đến nhau về mặt vật lý, với độ sáng hơn so với Mặt trời 1107±14 ánh sáng và mờ hơn cách Mặt trời 4888±131 năm ánh sáng.